# Pinili
Pinili is een gemeente in de Filipijnse provincie Ilocos Norte op het eiland Luzon. Bij de laatste census in 2010 telde de gemeente bijna 17 duizend inwoners.

## Geografie

### Bestuurlijke indeling
Pinili is onderverdeeld in de volgende 25 barangays:
| - Aglipay - Apatut-Lubong - Badio - Barbar - Buanga - Bulbulala - Bungro - Cabaroan - Capangdanan - Dalayap - Darat - Gulpeng - Liliputen | - Lumbaan-Bicbica - Nagtrigoan - Pagdilao - Pugaoan - Puritac - Sacritan - Salanap - Santo Tomas - Tartarabang - Puzol - Upon - Valbuena |

## Demografie
Pinili had bij de census van 2010 een inwoneraantal van 16.732 mensen. Dit waren 547 mensen (3,4%) meer dan bij de vorige census van 2007. Ten opzichte van de census van 2000 was het aantal inwoners gegroeid met 829 mensen (5,2%). De gemiddelde jaarlijkse groei in die periode kwam daarmee uit op 0,51%, hetgeen lager was dan het landelijk jaarlijks gemiddelde over deze periode (1,90%).

De bevolkingsdichtheid van Pinili was ten tijde van de laatste census, met 16.732 inwoners op 89,48 km², 187 mensen per km².